# مرغ حق بزرگ
مرغ حق بزرگ (نام علمی: Otus gurneyi) نام یک گونه از سرده مرغ حق است.